# 丁兰

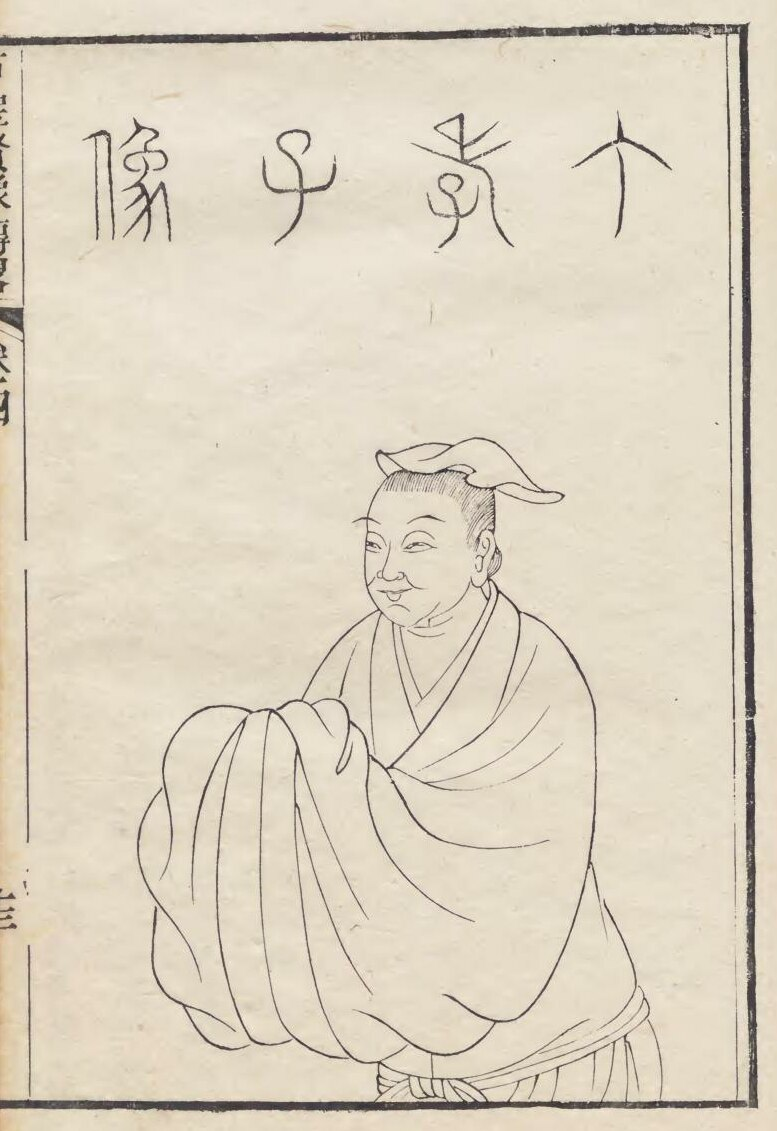
丁蘭

丁蘭是東漢時期的人物，其生平記載於《二十四孝》裏的「刻木事親」。相傳丁蘭年青時並不孝順，由於父親早死，所以他由母親撫養長大。每天丁蘭在田裡工作，中午時都由母親把午飯送到田裡給他。不過，丁蘭對母親卻非常差，無論母親過早或過晚送飯給他，都會被他責罵。後來，丁蘭有機會到學堂讀書，得到夫子的開導，決心改過自新。次日，當母親為丁蘭送飯時，丁蘭跑過去要道謝，卻忘記放下手中的農具，母親以為丁蘭要打她，所以便開步跑，誰知卻撞了到一棵梨樹，一頭撞死。丁蘭於是把梨樹的支幹砍下，請工匠把支幹雕刻成母親的樣貌，以作紀念。「丁蘭刻木」亦成為了後世華人為故親立神位的典故，而用來作神位的木牌亦會使用花梨木。即「刻木事親」的故事。
有些說法稱，丁蘭後來娶妻，依然每日對父母的雕像畢恭畢敬，還如書館的夫子所說一般，每天早晚晨昏定省，向木像跪拜。丁蘭的太太感到好奇，想了解究竟，因此冒犯了木像，於是，丁蘭把妻子休棄。
在這裡，故事有兩個版本：第一個版本說妻子用針來刺木像，而木像竟然流血，而且眼泛淚光；第二個版本說妻子用火燒木像，而次日自己的毛髮無故被燒光。

## 圖集

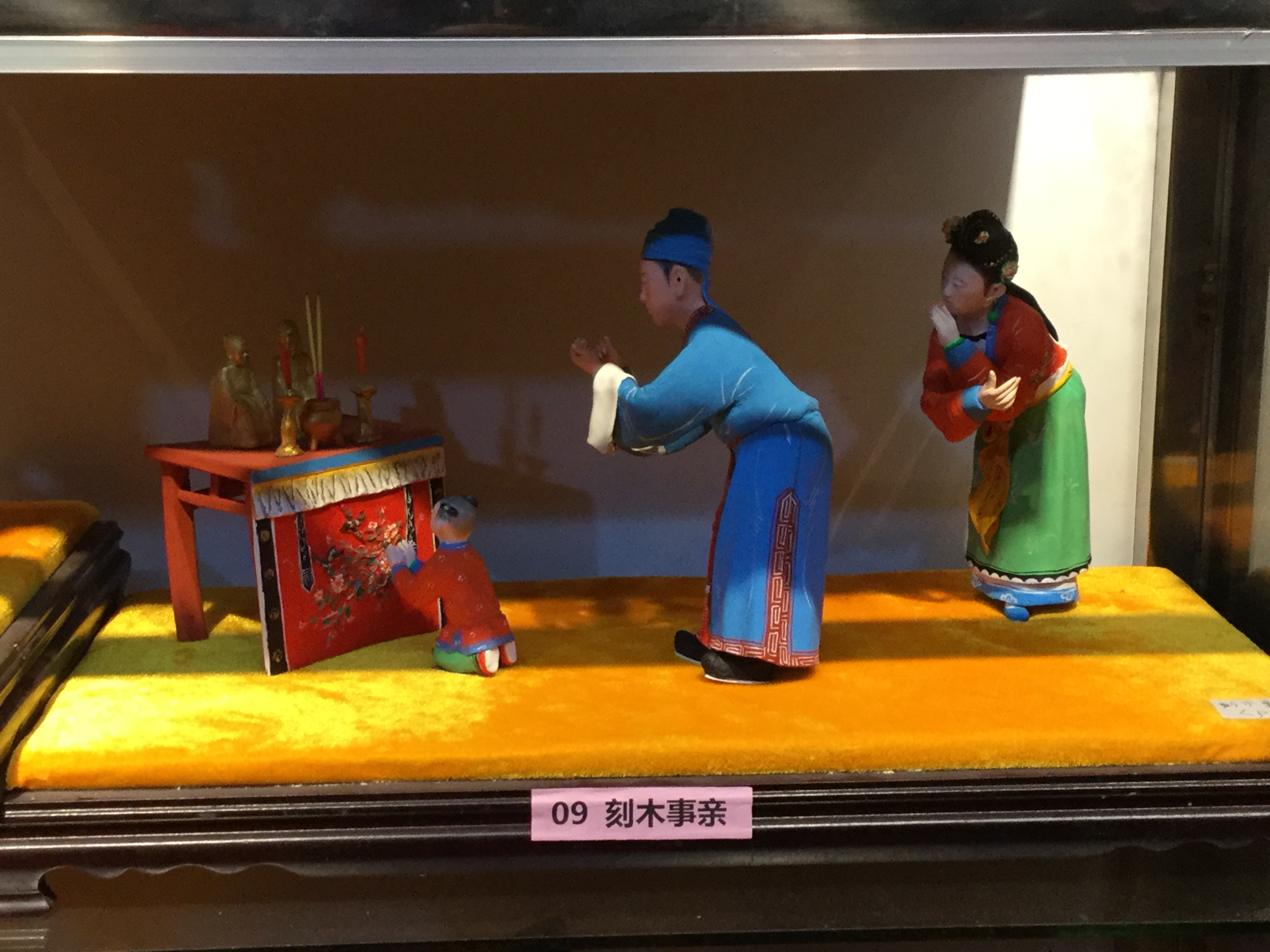
丁兰刻木事亲，揭阳市破门楼郑翁仔灯
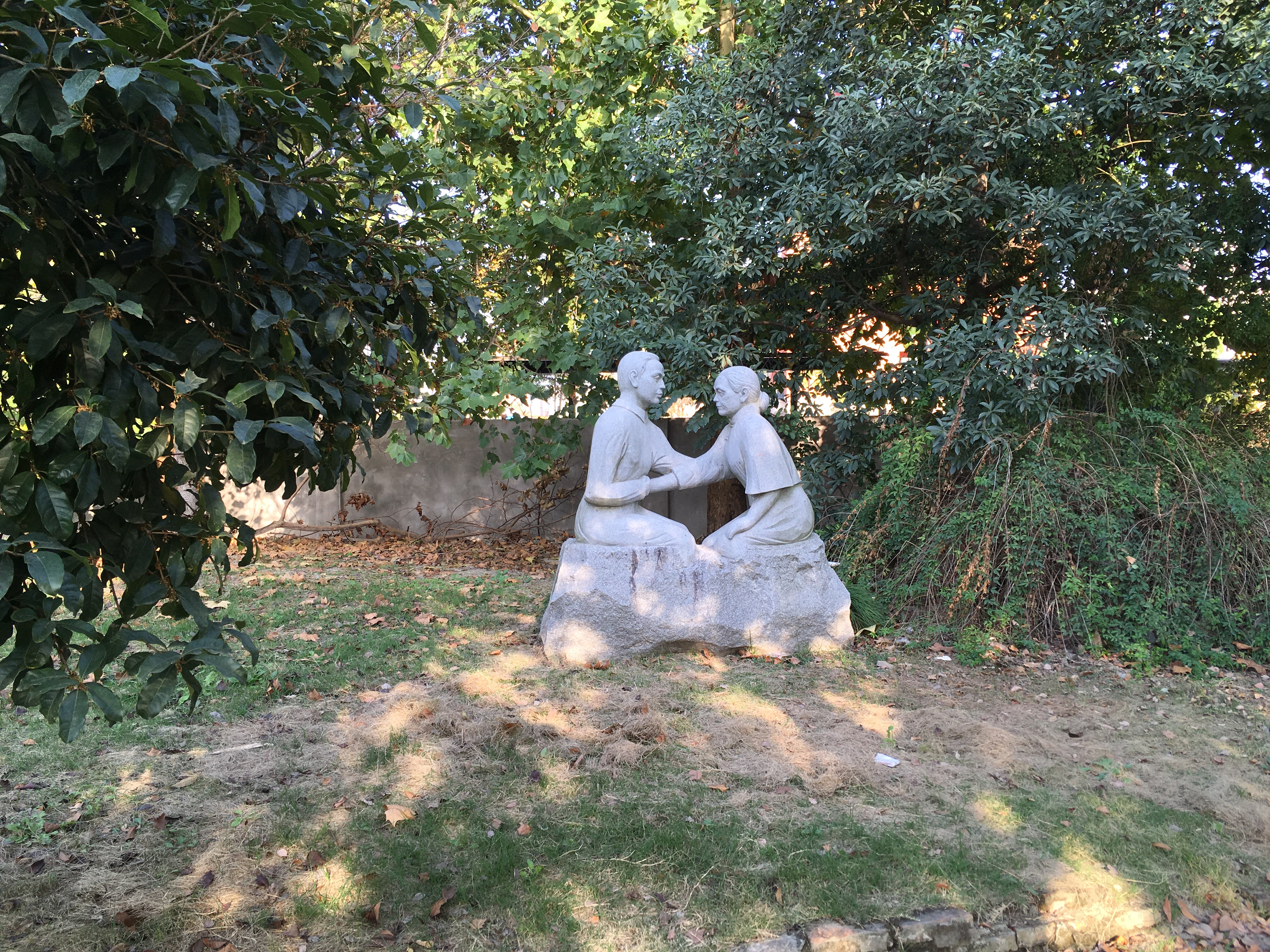
丁兰与母亲雕像，杭州丁桥文化广场内